# Henry Fox Young
Henry Fox Young (ur. 23 kwietnia 1803 w Brabourne, zm. 18 września 1870 w Londynie) – brytyjski administrator kolonialny, w latach 1848−1854 gubernator Australii Południowej, a następnie pierwszy w historii gubernator Tasmanii (1855−1861).

## Życiorys

### Młodość i początki kariery
Był synem Aretasa Younga, administratora kolonialnego pracującego głównie w Ameryce Północnej i na Karaibach. Jako młody człowiek Young kształcił się na prawnika, ale najprawdopodobniej jego aplikacja adwokacka, którą odbywał w Londynie, zakończyła się niepomyślnie. W 1827 wyjechał na Trynidad, gdzie przebywał też wówczas jego ojciec. W latach 1830−1833 pracował w administracji Gujany Brytyjskiej, zaś w 1834 objął urząd skarbnika kolonii Saint Lucia. W latach 1835−1846 ponownie pracował w Gujanie, tym razem na stanowisku sekretarza kolonii, jednym z najwyższych w jej administracji. W 1846 powrócił na pewien czas do Anglii, zaś w kolejnym roku został mianowany zastępcą gubernatora Kolonii Przylądkowej, odpowiedzialnym za wschodnią część tego terytorium.

### Gubernator w Australii
Po zaledwie czterech miesiącach pracy w Afryce Południowej został przeniesiony do Australii, gdzie w randze gubernatora miał stanąć na czele administracji Australii Południowej. Pod jego rządami w kolonii zapoczątkowano długo oczekiwaną reformę ustrojową, w ramach której powołano w większości wybieralny Parlament Australii Południowej. W 1855 został przeniesiony na stanowisko gubernatora Ziemi Van Diemena, która w 1856 otrzymała autonomię jako Tasmania. Również tam przyszło mu przewodzić procesom związanym z kształtowaniem się instytucji nowego organizmu politycznego.

### Późniejsze życie i śmierć
W 1861 przeszedł na gubernatorską emeryturę i powrócił do Anglii, gdzie był pierwszym dyrektorem firmy Australian Mercantile Land & Finance Co. Zmarł we wrześniu 1870 w wieku 67 lat, za przyczynę zgonu uznano albuminurię. Został pochowany na Cmentarzu Brompton w Londynie.

## Odznaczenia i tytuły
W 1847 otrzymał Order św. Michała i św. Jerzego klasy Rycerz Komandor, co uprawniało go do dopisywania przed nazwiskiem tytułu Sir.